# Доха
До́ха (араб. الدوحة, Ад-Доха) — місто на узбережжі Перської затоки, найбільше місто і столиця арабського емірату Катар. У 2006 в місті проходили Азійські Ігри. Населення 587 055 осіб (перепис 2015). Поряд з містом розташовано міжнародний аеропорт.

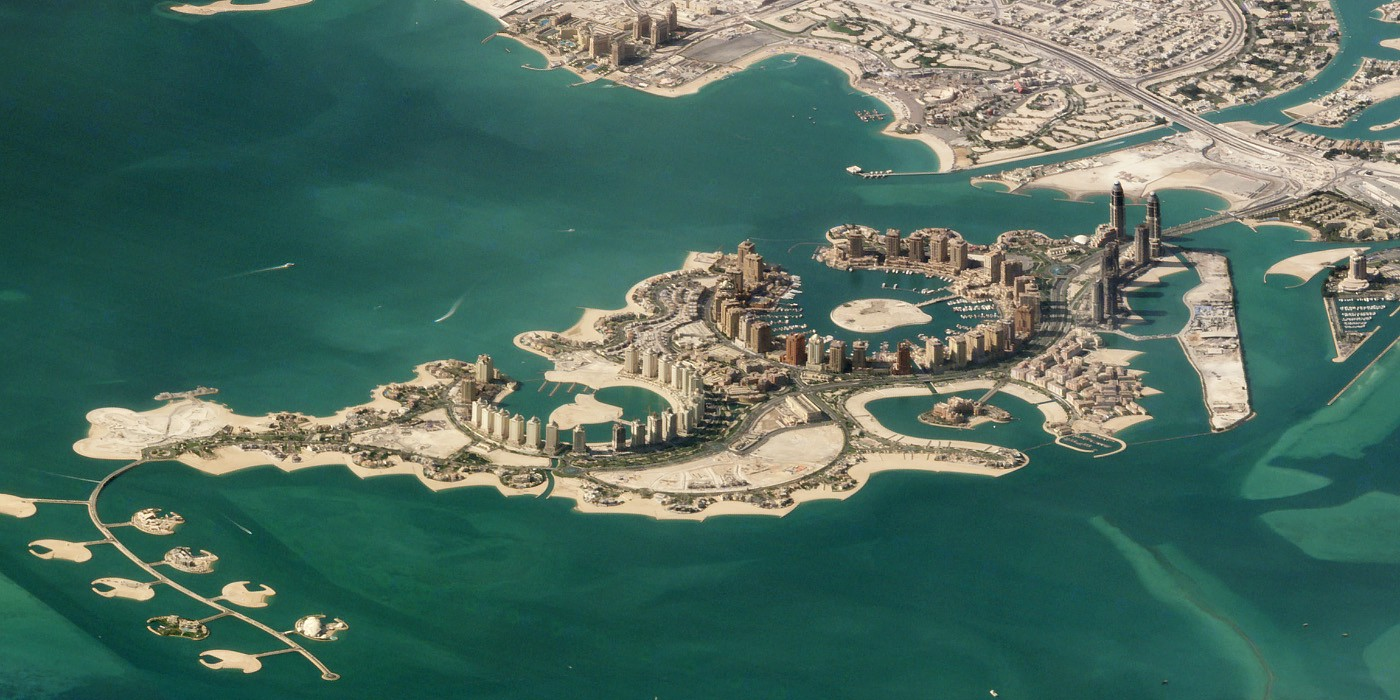
Перлина Катару

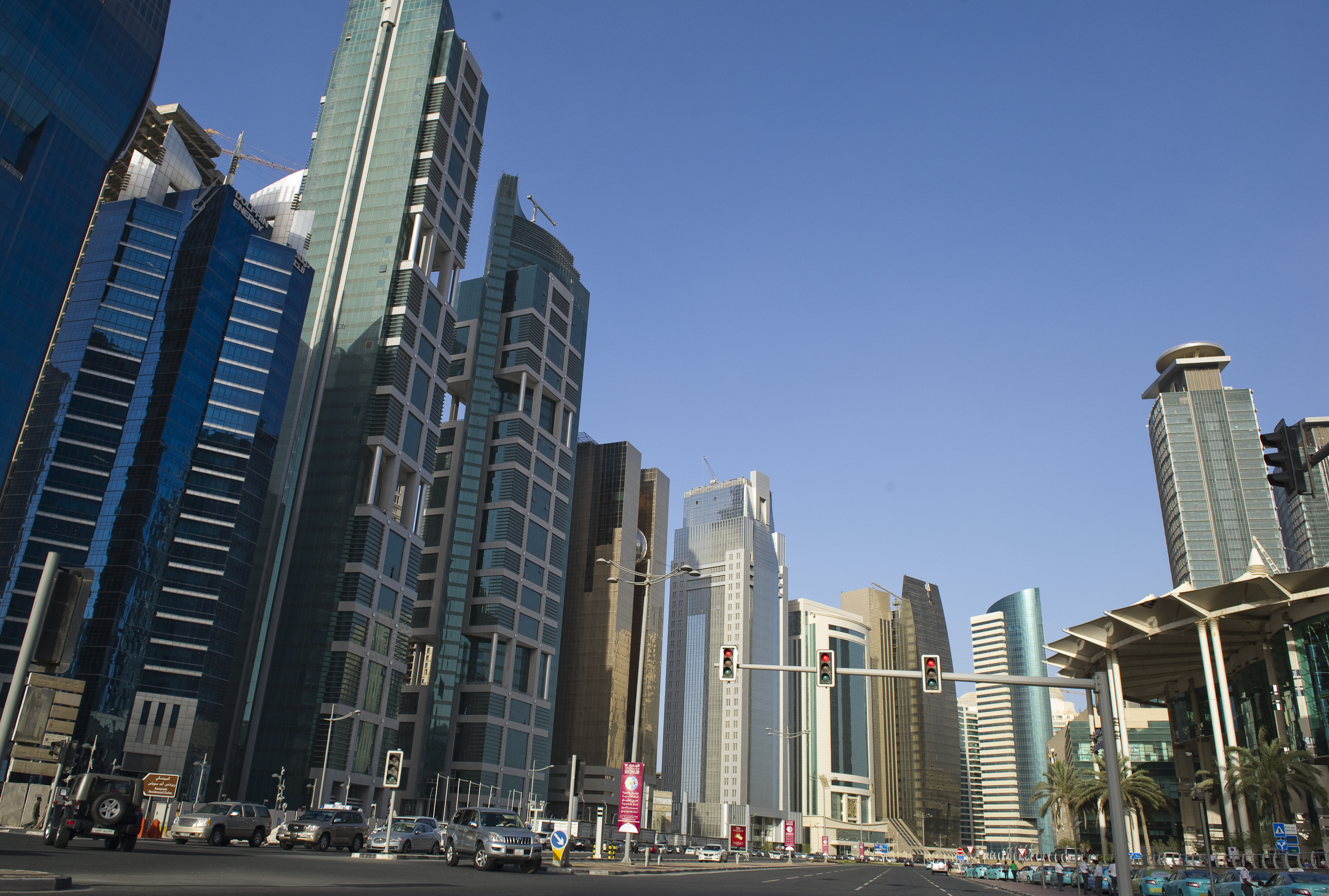
Діловий Район

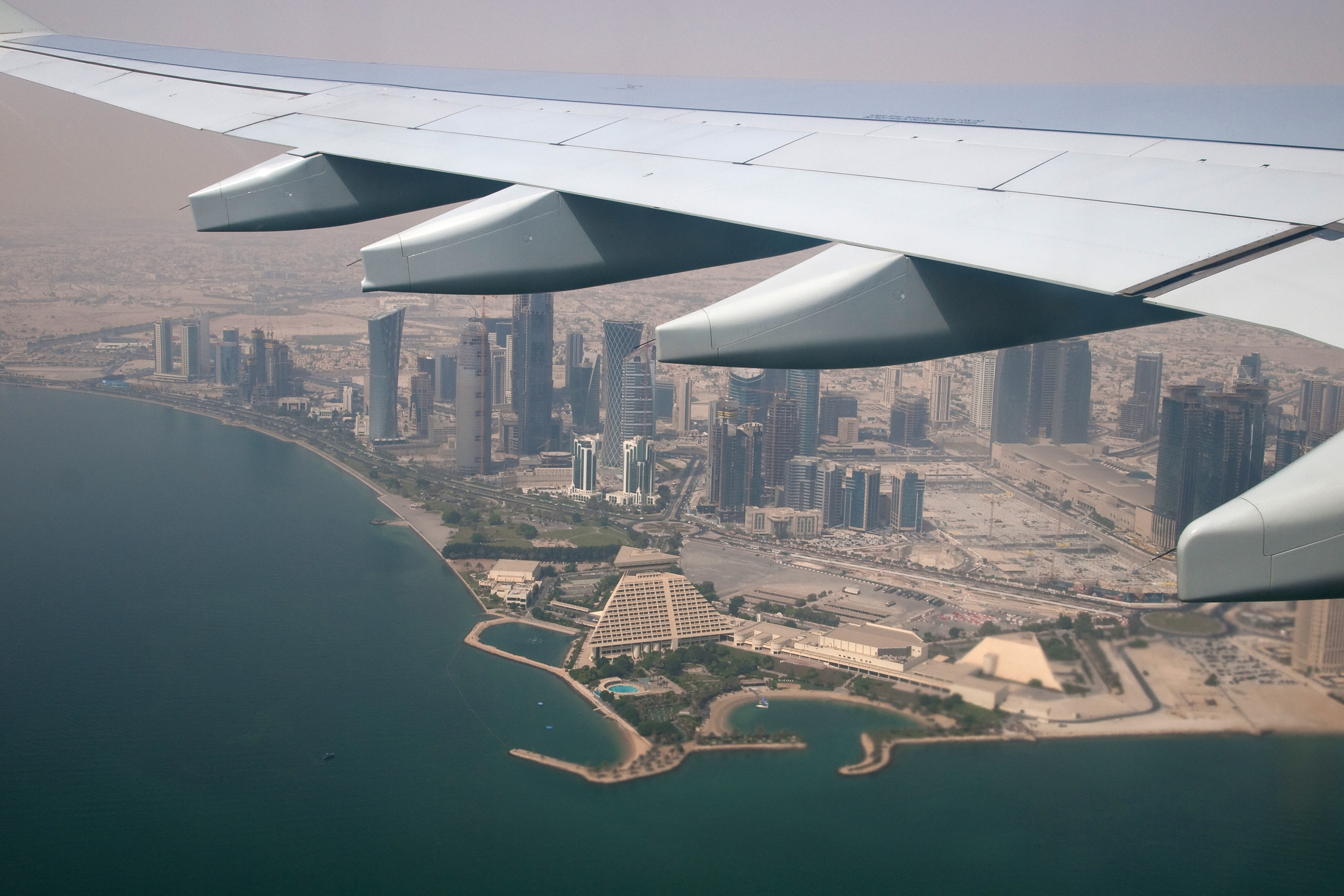
Доха

Доха є культурним центром країни. У місті розташовані Національний музей, Національна бібліотека, Національний університет. Серед пам'яток архітектури фортеця Аль-Коут (1880-е), Велика мечеть, будівля уряду (1969), базар, будівля етнографічного музею.

## Демографія
Демографічна ситуація у Досі примітна тим, що більшість постійних жителів міста є емігрантами, а катарці складають меншість. Найбільша група емігрантів прибула до Дохи з країн Південної Азії, також багато вихідців з країн арабського Леванту Східної Азії. Також Доха стала домівкою для емігрантів із США, Франції, Великої Британії, Південної Африки, Норвегії і багатьох інших країн. У минулому емігрантам було заборонено мати у власності землю, але згодом їм було дозволено купувати земельні ділянки в декількох районах Дохи, включаючи West Bay Lagoon, the Qatar Pearl і Lusail City.

## Економіка
Місто є центром нафтової і рибної галузей промисловості, економічним центром країни. У Досі розташовані штаб-квартири найбільших компаній країни, таких як Qatar Petroleum, Qatargas і Rasgas. Урядом Катара проводиться курс на відхід від економіки, орієнтованої на нафто- і газодобування. Зокрема, Доха позиціонується як туристичний центр.
Більшість будівель в старій частині Дохи було знесено в 1980-1990-х роках, щоб звільнити місце для будівництва нових. У 2011 році в місті будувалося більше 50 хмарочосів, найвищим з яких була Вежа Конференц-Центру, чия висота при закінченні будівництва повинна була скласти 551 метр. Проте в 2012 році будівництво вежі було призупинено, а потім згорнуто через побоювання, що вежа буде перешкоджати руху повітряних суден.
У 2014 році уряд країни заявив, що Катар в найближчі роки витратить 65 мільярдів доларів на нові інфраструктурні проекти в рамках підготовки до Чемпіонату світу з футболу в 2022 році і досягнення цілей, поставлених у національній стратегії Катару на 2030 рік.

## Транспорт
У травні 2019 року в місті відкрився метрополітен.

## Клімат
| Клімат Доха                                | Клімат Доха | Клімат Доха | Клімат Доха | Клімат Доха | Клімат Доха | Клімат Доха | Клімат Доха | Клімат Доха | Клімат Доха | Клімат Доха | Клімат Доха | Клімат Доха | Клімат Доха |
| Показник                                   | Січ.        | Лют.        | Бер.        | Квіт.       | Трав.       | Черв.       | Лип.        | Серп.       | Вер.        | Жовт.       | Лист.       | Груд.       | Рік         |
| Абсолютний максимум, °C                    | 31,2        | 36,0        | 39,0        | 46,0        | 47,7        | 49,0        | 48,2        | 48,0        | 45,5        | 43,4        | 38,0        | 32,2        | 49,0        |
| Середній максимум, °C                      | 21,7        | 23,0        | 26,8        | 31,9        | 38,2        | 41,2        | 41,5        | 40,7        | 38,6        | 35,2        | 29,5        | 24,1        | 32,7        |
| Середня температура, °C                    | 17,0        | 17,9        | 21,2        | 25,7        | 31,0        | 33,9        | 34,7        | 34,3        | 32,2        | 28,9        | 24,2        | 19,2        | 26,7        |
| Середній мінімум, °C                       | 12,8        | 13,7        | 16,7        | 20,6        | 25,0        | 27,7        | 29,1        | 28,9        | 26,5        | 23,4        | 19,5        | 15,0        | 21,6        |
| Абсолютний мінімум, °C                     | 3,8         | 5,0         | 8,2         | 10,5        | 15,2        | 21,0        | 23,5        | 22,4        | 20,3        | 16,6        | 11,8        | 6,4         | 3,8         |
| Середня кількість сонячних годин на місяць | 244,9       | 224,0       | 241,8       | 273,0       | 325,5       | 342,0       | 325,5       | 328,6       | 306,0       | 303,8       | 276,0       | 241,8       | 3432,9      |
| Норма опадів, мм                           | 13.2        | 17.1        | 16.1        | 8.7         | 3.6         | 0.0         | 0.0         | 0.0         | 0.0         | 1.1         | 3.3         | 12.1        | 75.2        |
| Днів з опадами                             | 1,7         | 2,1         | 1,8         | 1,4         | 0,2         | 0,0         | 0,0         | 0,0         | 0,0         | 0,1         | 0,2         | 1,3         | 8,8         |
| Вологість повітря, %                       | 71          | 70          | 63          | 52          | 44          | 41          | 49          | 55          | 62          | 63          | 66          | 71          | 59          |
| ------------------------------------------ | ----------- | ----------- | ----------- | ----------- | ----------- | ----------- | ----------- | ----------- | ----------- | ----------- | ----------- | ----------- | ----------- |
| Джерело: NOAA (1962-1992)                  |             |             |             |             |             |             |             |             |             |             |             |             |             |

## Історія
Доха була заснована в 1850 році, спочатку носила назву Аль-Біда. У 1883 році тут відбулася битва загонів шейха Кассима проти турецької армії. Османські війська були розбиті.
У 1916 році Доха стала столицею британського протекторату Катар, а в 1971 році — столицею незалежної держави. У 1973 році в Досі був відкритий Катарський університет, в 1975 — національний Катарський музей, в 1996 — почав мовлення арабський супутниковий телеканал Аль-Джазіра.
Головна вулиця — Аль-Карніш.

## Освіта
У місті знаходиться Університет Катару та кампус школи HEC Paris.